# Skinnsäcken
Skinnsäcken är ett 244 meter högt berg mellan sjöarna Grängen och Lössnan i södra Hälsingland. Från toppen av berget syns Voxnans dalgång samt kringliggande sjöar. Vid bergets södra fot ligger Grängsbo Lillkyrka.
Namnet påstås ha tillkommit efter en saga om en jätte som vandrade förbi platsen med en skinnsäck full av stenar. Jätten var mycket uppretad av kyrkklockorna i Alfta och hade avsikten att gå dit för att kasta stenarna på kyrkan. På sin vandring i södra Hälsingland uppstod ett hål i säcken och stenarna ramlade ut. I själva verket finns troligen namnets ursprung istället i bergets utseende och form.